# 정다원 (영화 감독)
정다원(1985년 10월 19일 ~ )은 대한민국의 영화 감독 겸 배우이다. 2015년 독립영화 《장기왕: 가락시장 레볼루션》로 감독으로 데뷔했고, 2018년 라미란, 이성경 주연의 《걸캅스》를 연출했다.

## 경력
정다원은 IMF 외환 위기 이후 부모님이 경영하던 비디오 가게에서 성장하며 만화책과 비디오를 즐겼다. 영화 관련 일을 하기로 마음먹고 건국대학교 영화과에 입학한 뒤 단편 영화를 제작했다. 졸업 후에 동문인 홍상수 감독의 영화 현장에서 일했다. 김한결 감독의 단편 〈술술〉, 안재홍의 단편 〈열아홉, 연주〉에 배우로 출연하기도 했다.
2015년 장편 데뷔작인 독립 영화 《장기왕: 가락시장 레볼루션》이 개봉되었다. 장기를 소재로 청년실업과 직장 내 성희롱 문제를 다루었다.
《장기왕》 개봉 직후 정다원 감독은 라미란, 이성경 주연의 수사물 《걸캅스》의 감독으로 내정되었다. 정다원 감독은 주인공인 여성 형사들이 공감할 만한 사건을 고민하다가, TV에서 디지털 성범죄를 다루는 것을 보고 영화의 소재로 삼았다. 2018년 개봉한 영화 《걸캅스》는 손익분기점을 넘으며 흥행했으나 페미니즘 마케팅에 대한 반발로 악플에 시달리기도 했다.

## 연출 작품 목록
- 장기왕: 가락시장 레볼루션(2016) …감독, 각본, 주연(낙훈 역)
- 걸캅스(2018) …감독, 각본
- 너와 나의 계절(2021) …감독

## 배우 출연 작품 목록
- 퍼니게임(2010)
- 술술(2010)
- 누구의 딸도 아닌 해원(2012) …학생4 역
- 타짜: 신의 손(2014) …중기 역
- 열아홉, 연주(2014) …성민 역
- 비행소녀(2014)
- 장기왕: 가락시장 레볼루션(2016) …낙훈 역